# Гродненский уезд
Гродненский уезд (бел. Гродзенскі павет) — административная единица в составе Слонимской, Литовской и Гродненской губерний, существовавшая в 1795—1920 годах. Центр — город Гродно.

## История
Гродненский уезд в составе Слонимской губернии Российской империи был образован в 1795 году на территории, отошедшей к России в результате 3-го раздела Речи Посполитой. В 1797 году уезд отошёл к Литовской губернии, а в 1801 — к Гродненской. В 1920 году уезд отошёл к Польше.

## Население
По данным переписи 1897 года в уезде проживало 204,9 тыс. чел. В том числе белорусы — 65,7 %; евреи — 19,9 %; русские — 6,2 %; поляки — 5,7 %; литовцы — 1,4 %. В уездном городе Гродно проживало 46 919 чел.

## Административное деление
В 1890 году в состав уезда входило 21 волость:
| № п/п | Волость              | Волостное правление   | Число селений | Население |
| ----- | -------------------- | --------------------- | ------------- | --------- |
| 1     | Берштовская          | с. Бершты             | 43            | 5704      |
| 2     | Богородицкая         | с. Масаляны           | 36            | 4050      |
| 3     | Велико-Берестовицкая | м. Велико-Берестовица | 32            | 4666      |
| 4     | Верцелишская         | с. Вертелишки         | 57            | 5202      |
| 5     | Волпянская           | м. Волпа              | 25            | 4998      |
| 6     | Гожская              | с. Гожа               | 61            | 4299      |
| 7     | Голынская            | с. Голынка            | 58            | 8031      |
| 8     | Горницкая            | с. Коптевка           | 63            | 4451      |
| 9     | Гудзевичская         | с. Гудевичи           | 51            | 4520      |
| 10    | Дубновская           | с. Дубно              | 16            | 4563      |
| 11    | Жидомлянская         | с. Житомля            | 43            | 4376      |
| 12    | Индурская            | д. Индура             | 51            | 5744      |
| 13    | Каменская            | м. Каменка            | 53            | 3530      |
| 14    | Крынская             | м. Крынки             | 35            | 3997      |
| 15    | Лашанская            | д. Великие Коваличи   | 58            | 5557      |
| 16    | Лунненская           | м. Лунна              | 38            | 5251      |
| 17    | Мало-Берестовицкая   | с. Малая Берестовица  | 46            | 5125      |
| 18    | Мостовская           | м. Мосты              | 30            | 4946      |
| 19    | Озёрская             | м. Озеры              | 44            | 4722      |
| 20    | Скидельская          | м. Скидель            | 74            | 10346     |
| 21    | Соболянская          | м. Друскеники         | 41            | 4774      |

В 1913 году в уезде также была 21 волость.

## Населённые пункты
По переписи 1897 года наиболее крупные населённые пункты уезда:
| - г. Гродно - 46919 чел.; - мст. Крынки - 4957 чел.; - мст. Озеры - 3283 чел.; - мст. Скидель - 2790 чел.; - мст. Индура - 2674 чел.; - мст. Мосты - 2633 чел.; - мст. Волпа - 1976 чел.; - мст. Лунна - 1835 чел.; - мст. Великая Берестовица - 1579 чел.; | - с. Дубно - 1460 чел.; - мст. Друскеники - 1280 чел.; - д. Заполье - 1137 чел.; - д. Микелевщина - 1131 чел.; - д. Княжеводцы - 980 чел.; - д. Сухиничи - 894 чел.; - д. Глиняны - 778 чел.; - д. Эйминовцы - 744 чел.; - с. Верцелишки - 713 чел.; | - с. Бершты - 649 чел.; - д. Стриевка - 648 чел.; - д. Конюхи - 646 чел.; - д. Баранова - 644 чел.; - д. Щенец - 644 чел.; - д. Обухово - 642 чел.; - д. Лозы - 622 чел.; - д. Дорошевичи - 616 чел.; |